# 크리스티아누 호날두의 국가대표팀 득점 목록
다음은 크리스티아누 호날두의 국가대표팀에서의 득점 기록에 관한 내용이다.

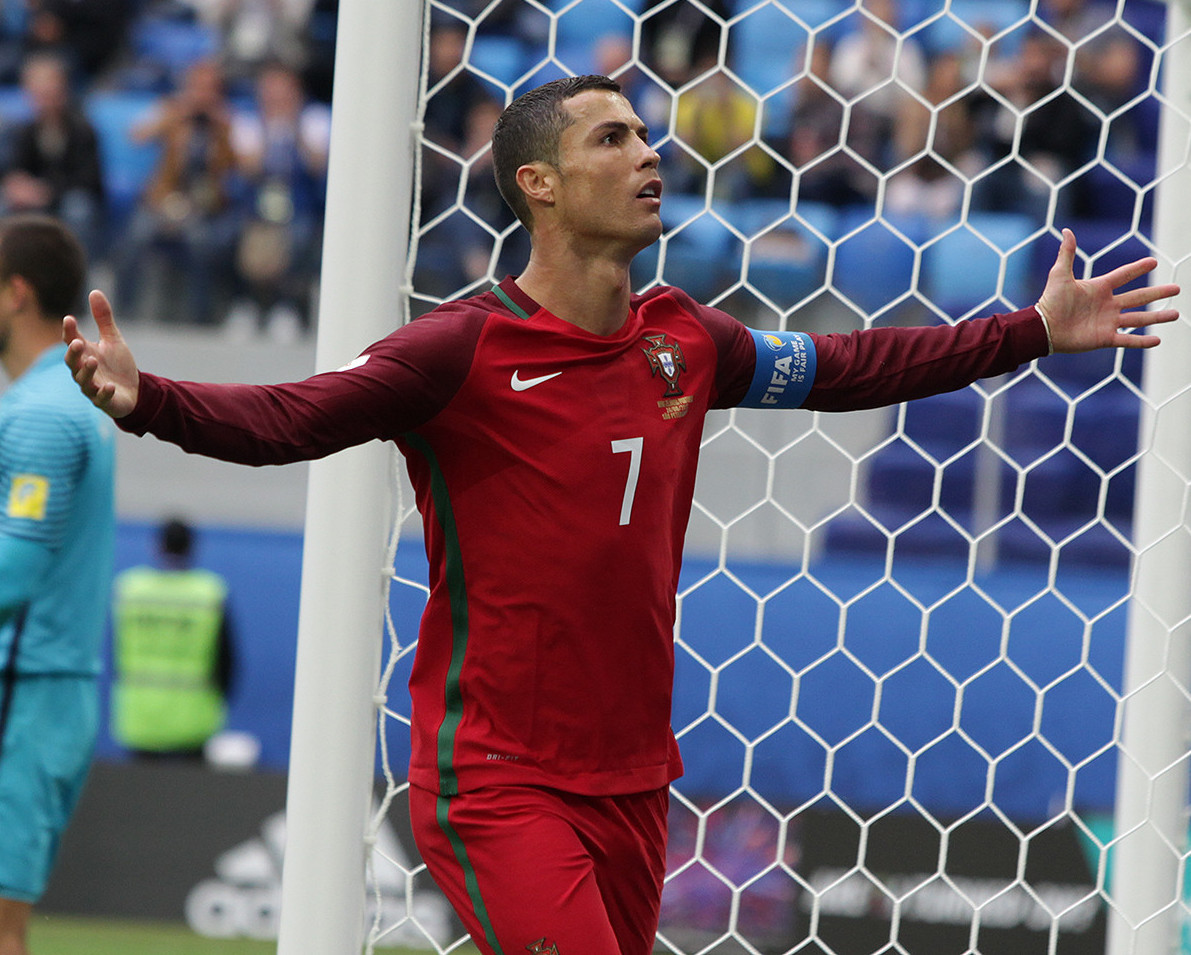
호날두가 러시아 상트페테르부르크에서 열린 2017 FIFA 컨페더레이션스컵 에서 뉴질랜드를 상대로 페널티킥을 성공시킨 뒤 환호하고 있다.

크리스티아누 호날두는 2003년 8월 20일 카자흐스탄과의 친선 경기에서 데뷔한 이후 포르투갈 축구 국가대표팀 선수로 활약한 포르투갈 프로 축구 선수이다. 호날두는 2004년 6월 12일 그리스 와의 UEFA 유로 2004 조별 리그 경기에서 국가대표팀 데뷔골을 기록했다. 그 이후로 호날두는 200경기에 출전해 123골을 터뜨리며 현재 포르투갈 대표팀의 역대 최다 득점자가 되었다.
2013년 9월 6일, 호날두는 2014년 FIFA 월드컵 예선에서 북아일랜드를 상대로 첫 국가대표팀 해트트릭을 기록했다. 국가대표팀 소속으로 국제대회에서 총 10번의 해트트릭을 기록했으며 두 차례에 걸쳐 한 경기에서 4번의 골을 기록하는 경기를 펼쳤다. 2014년 3월 5일, 호날두는 카메룬과의 친선경기에서 2골을 터뜨려 49골을 기록했고, 이로써 파울레타가 세운 47골을 넘어 포르투갈 대표팀의 최다 득점자가 되었다. 2014년 11월 14일 아르메니아와의 UEFA 유로 2016 예선 경기에서 유일한 골을 기록했고, UEFA 유럽 선수권 대회 예선 및 결승전에서 23번째 골을 터뜨려 이전에 터키의 하칸 쉬퀴르와 덴마크의 욘 달 토마손이 보유한 기록을 넘어섰다. 2018년 6월 20일, 호날두는 2018년 월드컵 에서 모로코를 1-0으로 이긴 경기에서 포르투갈의 85번째 골을 기록해 헝가리의 페렌츠 푸스카스를 제치고 유럽 국가대표팀 최다 득점자가 되었다. 2020년 9월 8일, 그는 2020-21 UEFA 네이션스 리그에서 스웨덴을 상대로 2-0 승리를 거두며 포르투갈 대표팀에서의 100번째 골과 101번째 골을 기록하여 이 이정표에 도달한 최초의 유럽 선수가 되었다. 호날두는 2021년 9월 1일 아일랜드와의 2022년 월드컵 예선 경기에서 110번째와 111번째 국가대표팀 득점을 기록해 이란의 알리 다에이를 제치고 가장 국가대표팀 득점을 많이 기록한 남성 선수가 되었다.
호날두는 2004년, 2008년, 2012년, 2016년, 2020년 (2021년 개최) UEFA 유럽 선수권 대회 5회, 2006, 2010, 2014, 2018, 2022 년 FIFA 월드컵 5회, 2017 년 FIFA 컨페더레이션스컵 1회 등 12개의 주요 국제 대회에 참가했다. 그리고 2019년 UEFA 네이션스 리그 결승전 1회에서 득점을 기록했다. UEFA 유로 2016에서 포르투갈이 우승한 후, 호날두는 팀의 주장으로 트로피를 들어 올렸고 또한 3골 3도움을 기록하며 대회 공동 득점 2위로 실버 부츠를 수상했다. 또한 그의 경력에서 3번째로 team of tournament에 지명되었다. 그리고 유럽 선수권 대회에서 14골, 월드컵 결승에서 8골, UEFA 네이션스 리그에서 7골, 컨페더레이션스 컵에서 2골을 기록했다. 호날두는 FIFA 월드컵 예선에서 36골, UEFA 유로 예선에서 36골을 기록해 유럽 예선에서 50골 이상을 넣은 최초의 선수가 됐다. 다른 20골은 친선 경기에서 나왔다. 그가 가장 많이 득점한 상대는 11골을 넣은 룩셈부르크이다. 그는 이스타디우 알가르브에서 16개의 국가대표팀 득점을 기록했으며, 이는 단일 그라운드에서 가장 많은 득점 기록이다. 2021년 10월 12일, 호날두는 10번째 국가대표팀 해트트릭을 기록하여 이전에 스웨덴에서 스벤 라이델이 세운 기록을 넘어섰다.

## 통계
2023년 6월 20일  기준
| 연도 | 출전 | 골  |
| ---- | ---- | --- |
| 2003 | 2    | 0   |
| 2004 | 16   | 7   |
| 2005 | 11   | 2   |
| 2006 | 14   | 6   |
| 2007 | 10   | 5   |
| 2008 | 8    | 1   |
| 2009 | 7    | 1   |
| 2010 | 11   | 3   |
| 2011 | 8    | 7   |
| 2012 | 13   | 5   |
| 2013 | 9    | 10  |
| 2014 | 9    | 5   |
| 2015 | 5    | 3   |
| 2016 | 13   | 13  |
| 2017 | 11   | 11  |
| 2018 | 7    | 6   |
| 2019 | 10   | 14  |
| 2020 | 6    | 3   |
| 2021 | 14   | 13  |
| 2022 | 12   | 3   |
| 2023 | 4    | 5   |
| 통산 | 200  | 123 |

| 대회                  | 출전 | 골  |
| --------------------- | ---- | --- |
| 친선경기              | 52   | 20  |
| UEFA 유로 예선        | 39   | 36  |
| UEFA 유로             | 25   | 14  |
| UEFA 네이션스리그     | 11   | 7   |
| FIFA 월드컵 예선      | 47   | 36  |
| FIFA 월드컵           | 22   | 8   |
| FIFA 컨페더레이션스컵 | 4    | 2   |
| 통산                  | 200  | 123 |

| 대륙     | 팀 | 골  |
| -------- | -- | --- |
| UEFA     | 35 | 107 |
| CAF      | 4  | 7   |
| AFC      | 4  | 5   |
| CONMEBOL | 2  | 2   |
| CONCACAF | 1  | 1   |
| OFC      | 1  | 1   |
| 통산     | 47 | 123 |

| 국가대표팀             | 골  |
| ---------------------- | --- |
| 룩셈부르크             | 11  |
| 리투아니아             | 7   |
| 스웨덴                 | 7   |
| 안도라                 | 6   |
| 헝가리                 | 6   |
| 아르메니아             | 5   |
| 라트비아               | 5   |
| 스위스                 | 5   |
| 에스토니아             | 4   |
| 페로 제도              | 4   |
| 네덜란드               | 4   |
| 벨기에                 | 3   |
| 덴마크                 | 3   |
| 북아일랜드             | 3   |
| 러시아                 | 3   |
| 스페인                 | 3   |
| 아제르바이잔           | 2   |
| 보스니아 헤르체고비나  | 2   |
| 카메룬                 | 2   |
| 키프로스               | 2   |
| 체코                   | 2   |
| 이집트                 | 2   |
| 프랑스                 | 2   |
| 가나                   | 2   |
| 아이슬란드             | 2   |
| 카자흐스탄             | 2   |
| 리히텐슈타인           | 2   |
| 아일랜드               | 2   |
| 사우디아라비아         | 2   |
| 아르헨티나             | 1   |
| 크로아티아             | 1   |
| 에콰도르               | 1   |
| 핀란드                 | 1   |
| 독일                   | 1   |
| 그리스                 | 1   |
| 이란                   | 1   |
| 이스라엘               | 1   |
| 모로코                 | 1   |
| 뉴질랜드               | 1   |
| 조선민주주의인민공화국 | 1   |
| 파나마                 | 1   |
| 폴란드                 | 1   |
| 카타르                 | 1   |
| 세르비아               | 1   |
| 슬로바키아             | 1   |
| 우크라이나             | 1   |
| 웨일스                 | 1   |
| 통산                   | 123 |

## 같이 보기
- A매치 100경기 이상 출전한 축구 선수 명단